# 岩井俊二
岩井俊二（日语：／ Iwai Shunji，1963年1月24日—），日本宮城縣仙台市人，日本电影导演，映像作家及紀錄片导演。1987年毕业于横滨国立大学后，开始拍摄音乐电视、电视广告以及电视剧。1990年代开始拍摄电影。某种意义上，岩井是日本电视录像业界参与电影制作趋势的代表人物。
尽管岩井俊二在日本国内的影响力并非极高，他却凭借1995年青春爱情电影《情书》和多数作品的抒情主题掀起强大的亚洲风潮，经由后来的《青春電幻物語》、《花与爱丽丝》延续至今。尤其在中国大陆、香港以及台湾的年轻群体中，岩井俊二具有相当高的知名度和号召力。

## 生平
小學時的岩井俊二已經迷上了電影、美術及音樂等各種表演藝術。1987年毕业于横滨国立大学后，开始拍摄音乐电视、电视广告以及电视剧。1990年代开始拍摄电影。他憑电视剧《升起的煙花，從下面看？還是從側面看？》获得日本电影导演协会的新人奖，这是這個獎項首次頒發給非电影导演。
1995年，他的第一部长篇电影，由中山美穗主演的《情书》在戲院上映，其清新的感觉得到年轻人的极大支持，並且在香港等其他亚洲地区上映時亦受到欢迎。细究影片可以发觉，岩井俊二在《情书》中同样借鉴了基耶斯洛夫斯基《兩生花》(The Double Life of Véronique （1990）)的故事模式。这部电影的成功，岩井以前制作的短篇作品也被陆续公映，《梦旅人》还获得了柏林电影节新闻审查员奖。
1996年发表了以无国籍城市为背景的近未来电影《燕尾蝶》，在公映前就被传媒界注目，非常卖座。著名音乐人小林武史为该片配乐。《燕尾蝶》是岩井俊二作品中为数不多具有深刻主题、复杂情节、大量投资以及众多明星加盟的影片。Chara的歌声也随岩井俊二作品迅速传播开来。
1998年导演了由松隆子主演的《四月物语》，独自花费8个月时间剪辑整理，是一位追求完美的导演。
2001年岩井俊二再次与小林武史合作拍摄描写初中生生活的影片《青春電幻物語》，小林武史为片中虚构的歌手莉莉周写了多首歌曲（实际由日本歌手Salyu演唱，这些曲子因为影片的上映而广受好评（同时影片中出现的一些德彪西的钢琴曲也大受欢迎），之后也真正出版了名为《呼吸》的专辑。
2002年他拍摄了一部名为《ARITA》的短片（收录在《即興短片集》中），在该片里他首次为自己的影片作曲。
2004年岩井俊二导演了《花与爱丽丝》，这是他的首部喜剧，该片的音乐也出自他本人之手。2004年4月1日開始他關閉了原本為徵集劇本而開設的官方網站『しな丼』，開設了叫『playwoks』「戯作通信」的網站，並開播了『円都通信』的廣播節目。在『playwoks』中徵集到的劇本作為廣播劇每週播放。其中《電影情人夢》（2006年）、《BANDAGE》（2010年）被改編成了電影。《Bandage》一片原本打算由北村龙平导演，預定在2006年上映。但後來計畫一度中斷，2008年決定電影重新開拍，改由小林武史擔任導演，並起用赤西仁做為該部片的主角，於2010年公開上映。
2005年開始移居到洛杉磯作為活動中心。2009年在美法合作電影《紐約我愛你》中作為導演之一參與其中。2010年岩井俊二重新作為导演拍攝了首部英語長篇電影《吸血鬼》，與2011年在圣丹斯电影节举行了全球首映，继后在香港國際電影節作出亞洲首映。
在日本311大地震後，岩井俊二以紀錄片的方式完成了最新作品《friends after 3.11》，內容主要聚焦在震後福島的實況。在日本 BS 電視台播出後，受到觀眾熱烈回響，已預計於2012年3月10日起在日本上映電影版，更獲邀參加柏林國際電影節。
2018年，在好友陳可辛的協助下，於母親的出生地大連拍攝了首部華語長片《你好，之華》，此部片被認為是電影《情書》的延續。

## 作品

### 影視作品

#### 電視劇
- 見知らぬ我が子 （1991年4月17日放映、関西電視「DRAMADOS」、導演・編劇）
- 殺しに来た男 （1991年12月11日放映、関西電視「DRAMADOS」、導演）
- マリア （1992年3月8日放映、関西電視「DRAMADOS」、導演・編劇）
- 夏至物語 （1992年9月16日放映、関西電視「薔薇DOS」、導演・編劇）
- オムレツ （1992年10月19日放映、富士电视台「La cuisine」、導演・編劇）
- 蟹缶 （1992年12月7日放映、富士电视台世にも奇妙な物語」、導演）
- GHOST SOUP （1992年12月21日放映、富士电视台「La cuisine」、導演・編劇）
- 雪の王様 （1993年1月6日放映、関西電視「TV-DOS-T」、導演・編劇）
- FRIED DRAGON FISH （1993年3月22日放映、富士電視「La cuisine」、導演・編劇）
- 升起的煙花，從下面看？還是從側面看？ （1993年8月26日放映、フジ電視「if もしも」、導演・編劇）
- ルナティック・ラヴ （1994年1月6日放映、富士电视台「世にも奇妙な物語」、導演・編劇）
- 賢者の贈り物 （2001年12月24日放映、広島ホーム電視、監修）
- 谜之转校生（2014年1月10日放映、东京电视台电视剧）
- 被遺忘的新娘 serial edition（2016年4月1日放映、bs-sptv）

#### 電影
- 爱的捆绑（1994年　導演・編劇）
- 情书（1995年　導演・編劇・剪輯）
- 升起的煙花，從下面看？還是從側面看？ （1995年　導演・編劇）
- 梦旅人 (PiCNiC)（1996年　導演・編劇・剪輯）
- 無名地帶（日语：FRIED DRAGON FISH） （1996年　導演・編劇）
- ACRI （1996年　原作）（石井龍也（日语：石井竜也）導演）
- 燕尾蝶 （1996年　導演・編劇・剪輯）
- ￥entown Band Swallowtail Butterfly （1996年　導演）
- 四月物語 （1998年　導演・編劇・剪輯）
- 式日（2000年　主演・撮影、庵野秀明導演）
- 青春電幻物語 （2001年10月6日公開、導演・編劇・剪輯）
- Jam Films（日语：Jam Films）「ARITA」（2002年12月28日公開、導演・編劇・剪輯・音楽）
- 花与爱丽丝（短片） 第一章「花の恋」 （2003年　導演・編劇・剪輯・音楽）
- 花与爱丽丝（短片） 第二章「花の嵐 I [秘密]」 （2003年　導演・編劇・剪輯・音楽）
- 花与爱丽丝（短片） 第二章「花の嵐 II [乱舞]」 （2003年　導演・編劇・剪輯・音楽）
- 花与爱丽丝（短片） 第三章「花與愛莉絲」 （2003年　導演・編劇・剪輯・音楽）
- 花与爱丽丝（2004年3月13日公開、導演・製片・編劇・剪輯・音楽）
- 聽說你愛我（2006年　製片・編劇）（熊澤尚人導演）
- 市川崑物語（日语：市川崑物語）（2006年　公開、導演・編劇・剪輯・音楽）
- HALFWAY（日语：ハルフウェイ） （2009年　製片・製作・剪輯）（北川悦吏子導演）
- BANDAGE 繃帶（日语：BANDAGE バンデイジ） （2010年　製片・製作・編劇）（小林武史導演）
- 紐約我愛你 （2010年　導演・編劇・音楽）
- DOCUMENTARY of AKB48 to be continued　10年後、少女たちは今の自分に何を思うのだろう？ （2011年　製作総指揮）（寒竹百合導演）
- 吸血鬼（日语：ヴァンパイア (2011年の映画)） （2011年、導演・製片・編劇・撮影・剪輯・音楽）
- 被遺忘的新娘 （2016年　導演・編劇・剪輯）
- 你好，之華 （2018年　導演・編劇）
- 最後的情書（2020年　導演・編劇）
- 祈憐之歌（2023年　導演・編劇・剪輯）

#### 紀錄片
- 少年たちは花火を横から見たかった （1999年 導演・策劃）
- 六月の勝利の歌を忘れない 日本代表、真実の30日間ドキュメント VOL.1/VOL.2 （2002年 導演・剪輯）

#### 動畫電影
- BATON （2009年 製片・編劇）（北村龍平導演）
- 花與愛麗絲之殺人事件 （2015年 導演·製作·企劃·製片·原作·編劇·剪輯·音樂）

#### 手機電影
- 恋ばな〜スイカと絆創膏〜 （2009年 LISMO原創劇集、製片）（萩生田宏治導演）

#### 短片
- 東京少年 陽のあたる坂道で （1991年2月發行、導演）
- 杉本理恵 妖精のスケッチ （1991年8月發行、導演）
- 東京少年 Getting Home （1991年10月發行、導演）
- 東京少年 LOVE YOU SO LONG （1991年12月發行、導演）
- Mi-Ke 白い2白い珊瑚礁 （1991年12月發行、導演）
- DOBOCHON ORIGINAL HORROR MOVIE （1991年12月發行、導演）
- 毛ぼうし （1997年3月發行、導演・編劇）
- film 空の鏡 （1997年10月發行、導演）
- 生きていた信長 （1998年3月、導演・編劇）

#### 音樂錄影帶
- いつか何処かで (I FEEL THE ECHO) / 桑田佳祐（1988年3月）
- ガール / 原由子 （1988年4月）
- HOW ARE YOU / 森川美穂 （1988年11月）
- 四月白書 / 山中すみか （1989年4月）
- 君の歌に僕をのせて / 東京少年 （1989年6月）
- なぜ / 山中すみか （1989年7月）
- J's BAR / 倉田浩行 （1989年9月）
- 夢だけ見てる/ 川越美和 （1989年9月）
- 失恋 / 里中茶美 （1989年10月）
- いちばん輝いてね / 藤谷美紀 （1989年10月）
- 陽のあたる坂道で / 東京少年 （1990年3月）
- ココロの鍵 / 川越美和 （1990年3月）
- 海 / 芳本美代子 （1990年5月）
- NEXT / 立花理佐 （1990年5月）
- 真夏の影 / 星野由妃 （1990年6月）
- 1960's Gun / Wells （1990年6月）
- Good-Bye / 杉本理恵 （1990年7月）
- Welcome Home Again / ザ・シャムロック （1990年8月）
- プレゼント / 東京少年 （1990年8月）
- LaPaPa / ザ・シャムロック （1990年10月）
- Shy Shy Japanese / 東京少年 （1990年11月）
- Good-bye My Loneliness / ZARD （1991年2月）
- Harmony / 東京少年 （1991年4月）
- Five / ザ・シャムロック （1991年6月）
- ブルーライト・ヨコスカ / Mi-Ke（1991年6月）
- 時代を変えたい / リクオ （1991年6月）
- 不思議ね… / ZARD （1991年6月）
- Seiling～サイレントメビウス / 東京少年 （1991年7月）
- 妖精のスケッチ / 杉本理恵 （1991年月）
- 口笛の帰り道 / PAN PAN HOUSE （1991年9月）
- 君だけに愛を / FLYING KIDS （1991年10月）
- もう探さない / ZARD （1991年11月）
- PLATFORM / 麗美 （1991年11月）
- BALANCIN'LOVE / 井上昌己 （1991年11月）
- Merry Christmas To You / 前田亘輝 （1991年12月）
- 白い2白いサンゴ礁 / Mi-Ke （1991年12月）
- 夢見るJACK&BETTY / THE 5 TEARDROPS （1992年2月）
- GOODBYE I LOVE / THE 5 TEARDROPS （1992年3月）
- 僕は君のサンタクロース / THE 5 TEARDROPS （1992年3月）
- 部屋とYシャツと私 / 平松愛理 （1992年3月）
- 春をとめないで / 長澤義塾 （1992年4月）
- 悲しきテディ・ボーイ / Mi-Ke （1992年4月）
- うたをうたおう / 大事MANブラザーズバンド （1992年4月）
- サーフィン・JAPAN / Mi-Ke（1992年6月）
- シュラバ☆ラ☆バンバ / サザンオールスターズ （1992年7月）
- 朝まで踊ろう / Mi-Ke （1992年7月）
- CHANNEL GOO / THE 5 TEARDROPS （1992年7月）
- Magic Railway / 麗美 （1992年7月）
- OCEAN / 麗美 （1992年7月）
- Last Fragrance / 麗美 （1992年7月）
- もう笑うしかない / 平松愛理 （1992年9月）
- 笑っていようよ / BOO WHO WOO （1992年10月）
- さるのしっぽ / 長澤義塾 （1992年10月）
- Wonder Girl / 麗美 （1992年11月）
- BLUE MOONのように / Mi-Ke （1992年11月）
- YOKOHAMA BOY STYLE / CoCo （1992年11月）
- 大好き I LOVE YOU / BOO WHO WOO （1992年12月）
- 恋が素敵な理由 / 井上昌己 （1993年1月）
- 君とずっと…暮らしたい / TO BE CONTINUED （1993年2月）
- Single Is Best? / 平松愛理 （1993年3月）
- GOOD LUCK ANGEL / UP-BEAT （1993年3月）
- Variacion / 平松愛理 （1993年4月）
- 見つめるだけで / 陣内大蔵（1993年5月）
- 素敵なバーディー (NO NO BIRDY) / サザンオールスターズ （1993年7月）
- エロティカ・セブン / サザンオールスターズ （1993年7月）
- Merry X'masをあげたい / 井上昌己 （1993年10月）
- CHEERS FOR YOU / 中山美穂 （1995年5月）
- Swallowtail Butterfly 〜あいのうた〜 / YEN TOWN BAND （1996年7月）
- ニットキャップマン / ムーンライダーズ （1996年11月）
- 空の鏡 / 松たか子 （1997年6月）
- Stay with me / 松たか子 （1998年9月）
- グライド / Lily Chou-Chou （2000年4月）
- 共鳴（空虚な石） / Lily Chou-Chou （2000年4月）
- 飛べない翼 / Lily Chou-Chou （2001年10月）
- クムリウタ / 大塚愛 （2007年9月）
- 桜の栞 / AKB48 （2010年2月）
- ふわふわ♪ / 牧野由依 （2010年3月）
- 片想い/miwa (2012年2月)

#### 電視廣告
- 日産自動車 ルキノ （1994年、江口洋介・大塚寧々・田辺誠一出演）
- セゾングループ （1994年）
- ナショナル IHジャー炊飯器 （1994年）
- パナソニック 「Let'sノート」 （1996年）
- NTT サンクスフェア冬 （1997年、SMAP出演）
- NTT サンクスフェア夏 （1997年6月 - 、SMAP出演）
- NTT OCN （1997年6月 - 、木村拓哉出演）
- NTT ISDN （1997年6月 - 、中居正広出演）
- NTT D-MAIL （1997年6月 - 、草彅剛出演）
- ソニー・コンピュータエンタテインメント 『レガイア伝説』（1998年）
- the brilliant green 「長いため息のように」（1999年3月 - ）
- NTT ブランドビジョン広告（1999年2月 - 、SMAP出演）
- コーセー 「サロンスタイル」 （2002年2月 - 、中山美穂主演）
- 日本コカ・コーラ 「爽健美茶」 （2002年2月 - 、伊達公子・ミハエル・クルム出演）
- 日本コカ・コーラ 「爽健美茶」 （2002年2月 - 、加瀬亮出演）
- ライフ ライフカード "It's my life" （2002年5月、窪塚洋介主演）
- パナホーム　（2003年 - 、松たか子主演）
- ネスレ日本 キットカット （2003年3月 - 、鈴木杏・蒼井優出演）
- ライフ ライフカード "It's my life" （2003年4月 - 、広末涼子主演）
- 三菱UFJ証券 （2007年7月 - 、松たか子主演）

#### 電視節目
- 森川美穂 THEドキュメント （1988年 - 、CATV、演出）
- アイドル・アクエリアム （1989年 - 、CATV、演出）
- 文珍の歴史なんなんだ （1990年 - 、東海電視、演出）
- 世紀末歌姫水族館 （1990年 - 、CATV、演出）
- Jocx Midnight 音楽美学 （1993年 - 、フジ電視、演出）
- 新アジア発見　（2000年8月 - 、NHK、オープニング映像製作）
- ドキュメンタリー オブ AKB48～1ミリ先の未来～　（2011年1月8日 - 、NHK、製作総指揮）

#### 花絮
- behind the scene of undo （監修）
- 円都 YEN TOWN （1996年、スーパーバイザー）
- 呼吸「關於莉莉周的一切」のすべて （2002年、監修）
- Filming H&A （2003年、監修）
- 崑談 とある日、崑宅にて / とある日、劇場にて（2007年、監修）
- His Work「犬神家の一族」舞台裏 （2007年、監修）

#### 電影預告片
- 一一 （2000年 製作）（楊德昌導演）

#### 獨立製作電影
- ミナ伝説　（1986年、導演）
- 霙花　（1986年、導演）
- Lemu（雨の日の迷宮）　（1987年、導演）
- ドンキーポピンズ・ポッキーポピンズ　（導演）
- インディポピンズ・キャンディポピンズ　（導演）

### 著作

#### 小說
- 情書 （1995年3月發行）
- 燕尾蝶 （1996年7月發行）
- 華萊士人魚 （1997年9月發行）
- 關於莉莉周的一切 （2001年9月發行）
- 關於莉莉周的一切 <完全版> （2001年10月發行、CD-ROM）
- 庭守之犬 （2012年1月發行）
- 吸血鬼 （2012年8月發行）
- 花與愛麗絲殺人事件（2015年2月發行，原作）（著：乙一）
- 被遺忘的新娘（2015年12月發行）
- 少年們想從側面看煙花 （2017年6月發行）
- 煙花（2017年6月發行，原作）（著：大根仁）
- 祈怜之歌（キリエのうた）（2023年7月发售）

#### 漫畫
- 情書VOL.1/VOL.2 （1995年2月發行）
- Story Board of SWALLOWTAIL BUTTERFLY VOL.1/VOL.2 （1997年1月發行）
- 花與愛莉絲 （2004年9月發行）

#### 隨筆・対談本
- 垃圾筐電影院 （1997年10月發行）
- 魔法發射器 （1998年6月發行、與庵野秀明對談）
- NOW and THEN 岩井俊二（1998年6月發行、隨筆）
- 製片人17 岩井俊二 （2001年10月發行）

#### 写真集
- LETTERS in Love Letter （1995年發行）
- undo 写真集 （1995年12月發行）
- Scrap Of YENTOWN （1996年8月發行）
- PiCNiC POSTCARD BOOK （1996年12月發行）
- April Front 四月物語 （1998年3月發行）
- 花與愛莉絲寫眞館 （2004年9月發行）

### 音乐作品

#### 原聲大碟
- 「GHOST SOUP」原聲大碟　（1997年12月17日發行、製片）
- 「四月物語」原聲大碟 四月的鋼琴 （1998年3月21日發行、監修）
- 「Jam Films」 原聲大碟 （2002年12月發行）
- 「花與愛莉絲」原聲大碟 H&A （2004年3月13日發行）
- 「市川崑物語」原聲大碟 filmful life （2007年6月29日發行）

#### 作詞
| 歌手                                 | 曲名                             | 作曲              | 發行年 | 收錄專輯 (主要為原聲大碟) |
| ------------------------------------ | -------------------------------- | ----------------- | ------ | ------------------------- |
| 鈴木慶一                             | 不信心な牧師                     | 坪井信八          | 1992年 | GHOST SOUP 原聲大碟       |
| S.YUME                               | GHOST SOUP                       | 土井宏紀 坪井信八 | 1992年 | GHOST SOUP 原聲大碟       |
| YEN TOWN BAND                        | Swallowtail Butterfly ～愛之歌～ | 小林武史          | 1996年 | MONTAGE                   |
| Lily Chou-Chou                       | アラベスク                       | 小林武史          | 2001年 | 呼吸                      |
| Lily Chou-Chou                       | 飛べない翼                       | 小林武史          | 2001年 | 呼吸                      |
| LANDS                                | オリンポス                       | 小林武史          | 2010年 | Olympos                   |
| LANDS                                | 元気                             | 小林武史          | 2010年 | Olympos                   |
| LANDS                                | 二十歳の戦争                     | 小林武史          | 2010年 | Olympos                   |
| LANDS                                | 勇気                             | 小林武史          | 2010年 | Olympos                   |
| 花正在開計劃（花は咲くプロジェクト） | 花正在開（花は咲く）             | 菅野洋子          | 2012年 |                           |

※然而、Swallowtail Butterfly ～愛之歌～是CHARA與小林武史的共同作詞，「飛べない翼」「オリンポス」「元気」「二十歳の戦争」是與小林武史的共同作詞，「勇気」是與赤西仁和小林武史的共同作詞。

### 其他作品

#### 電台劇
- カルシウム （2004年6月放送、編劇（共著））
- グッドドリームズ （2005年2月放送、編劇（共著））
- MY LITTLE HONDA （2005年9月放送、編劇（共著））

#### MOVIE
- 吸血鬼 （2011年1月發表、導演）
- 關於莉莉周的一切＜完全版＞ （2011年1月發表、導演）
- 照相機 （2011年發表、導演）
- ライ麦畑をまちがえて （2011年發表、導演）
- 番犬は庭を守る （2011年發表、導演）

## 獎項
1991年
- 「見知らぬ我が子」 
  - DRAMADOS大賞

1993年
- 「升起的煙花，從下面看？還是從側面看？」 
  - 第34回日本電影導演協會新人獎

1995年
- 「undo」 
  - 柏林影展Forum部門NETPAC賞
  - 第4回日本電影專業大獎（日语：日本映画プロフェッショナル大賞）新進導演獎
- 「情書」 
  - 蒙特婁世界電影節觀眾獎
  - 第8回日刊體育電影大獎新人獎
  - 第19回日本電影金像獎優秀作品獎
  - 第20回報知電影獎監督賞
  - 第17回橫濱電影節作品賞、導演獎
  - 第10回高崎電影節（日语：高崎映画祭）青年導演大獎
  - 第21回大阪電影節作品賞、導演獎
  - 第50回每日電影獎日本電影優秀獎
  - 第69回電影旬報獎Best 10讀者票選導演獎
  - 第6回文化廳優秀電影作品獎
  - 第46回藝術選獎新人獎（日语：芸術選奨新人賞）（電影部門）

1996年
- 「PiCNiC」
  - 柏林影展Forum部門柏林新聞記者評審獎
- 「燕尾蝶」
  - 第11回高崎電影節（日语：高崎映画祭）最優秀導演獎
  - 第20回日本電影金像獎優秀作品獎、話題獎

1998年
- 「四月物語」
  - 釜山影展觀眾獎

2002年
- 青春電幻物語
  - 柏林影展panorama部門國際art theatre聯盟獎
  - 上海国際電影節審査員特別賞